# Ligne 14 du métro de Shanghai
Pour les articles homonymes, voir Ligne 14.
La ligne 14 du métro de Shanghai est une ligne de métro ouvert en 2021. La ligne, composée de 31 stations, partira de Fengbang dans le district de Jiading et se terminera à Jinqiao dans le district de Pudong via Zhenru, Jing'an Temple, Dashijie et Lujiazui. Sa longueur sera de 39,1 km et les passagers pourront effectuer un transfert vers treize lignes de métro existantes ou prévues. Étant donné que la ligne 14 traverse certaines des zones les plus denses de Shanghai et qu'elle constitue une ligne devant soulager la ligne 2 d'une partie du trafic, une forte fréquentation est attendue pour cette ligne. La ligne utilisera des trains de grande capacité (huit voitures de taille A similaires aux lignes 1 et 2). La ligne devrait utiliser un système de signalisation développé conjointement par Thales et Shanghai Electric pour permettre un fonctionnement entièrement automatisé sans conducteur.

## Historique
Les évaluations environnementales ont commencé le 2 janvier 2014.  La construction a débuté le 29 novembre 2014 sur une section à Pudong.

## Stations
| Nom de la station  | Nom de la station | Correspondances                                             | Distance km | Distance km | Location |
| English            | Chinese           | Correspondances                                             | Distance km | Distance km | Location |
| ------------------ | ----------------- | ----------------------------------------------------------- | ----------- | ----------- | -------- |
|                    |                   |                                                             |             |             |          |
| Fengbang           | 封浜              |                                                             | 0.0         | 0.0         | Jiading  |
| rue Jinyuanwu      | 金园五路          |                                                             | 1.61        | 1.61        | Jiading  |
| rue Lintao         | 临洮路            |                                                             | 1.65        | 3.26        | Jiading  |
| rue Jiayi          | 嘉怡路            |                                                             | 1.55        | 4.81        | Jiading  |
| Cao'an Highway     | 曹安公路          |                                                             | 1.41        | 6.22        | Jiading  |
| Zhenxin Xincun     | 真新新村          |                                                             | 1.24        | 7.46        | Jiading  |
| rue Zhenguang      | 真光路            |                                                             | 1.00        | 8.46        | Putuo    |
| rue Tongchuan      | 铜川路            | Ligne 15 du métro de Shanghai                               | 1.31        | 9.77        | Putuo    |
| Zhenru             | 真如              | Ligne 11 du métro de Shanghai                               | 0.92        | 10.69       | Putuo    |
| rue Zhongning      | 中宁路            |                                                             | 0.90        | 11.59       | Putuo    |
| rue Dongxin        | 东新路            | (at Caoyang Road)                                           | 1.10        | 12.69       | Putuo    |
| rue Wuning         | 武宁路            | Ligne 13 du métro de Shanghai                               | 1.05        | 13.74       | Putuo    |
| rue Wuding         | 武定路            |                                                             | 0.97        | 14.71       | Jing'an  |
| Jing'an Temple     | 静安寺            | Ligne 2 du métro de Shanghai · Ligne 7 du métro de Shanghai | 1.03        | 15.74       | Jing'an  |
| South Huangpi Road | 黄陂南路          | Ligne 1 du métro de Shanghai                                | 3.07        | 18.81       | Huangpu  |
| Dashijie           | 大世界            | Ligne 8 du métro de Shanghai                                | 0.71        | 19.52       | Huangpu  |
| Yuyuan Garden      | 豫园              | Ligne 10 du métro de Shanghai                               | 0.74        | 20.26       | Huangpu  |
| Lujiazui           | 陆家嘴            | Ligne 2 du métro de Shanghai                                | 1.60        | 21.86       | Pudong   |
| South Pudong Road  | 浦东南路          |                                                             | 1.01        | 22.87       | Pudong   |
| Pudong Avenue      | 浦东大道          | Ligne 4 du métro de Shanghai                                | 0.74        | 23.61       | Pudong   |
| Yuanshen Road      | 源深路            |                                                             | 1.05        | 24.66       | Pudong   |
| Changyi Road       | 昌邑路            | Ligne 18 du métro de Shanghai                               | 1.06        | 25.72       | Pudong   |
| Xiepu Road         | 歇浦路            |                                                             | 1.23        | 26.95       | Pudong   |
| Longju Road        | 龙居路            |                                                             | 1.02        | 27.97       | Pudong   |
| Yunshan Road       | 云山路            | Ligne 6 du métro de Shanghai                                | 2.05        | 30.02       | Pudong   |
| Lantian Road       | 蓝天路            | Ligne 9 du métro de Shanghai                                | 1.16        | 31.18       | Pudong   |
| Huangyang Road     | 黄杨路            |                                                             | 1.86        | 33.04       | Pudong   |
| East Jinxiu Road   | 锦绣东路          |                                                             | 0.88        | 33.92       | Pudong   |
| Jingang Road       | 金港路            |                                                             | 1.49        | 35.41       | Pudong   |
| Jinyue Road        | 金粤路            |                                                             | 1.28        | 36.69       | Pudong   |
| Guiqiao Road       | 桂桥路            |                                                             | 1.49        | 38.18       | Pudong   |
|                    |                   |                                                             |             |             |          |